# Staurochilus intermedius
Staurochilus intermedius là một loài thực vật có hoa trong họ Lan. Loài này được (L.O.Williams) Fessel & Lückel miêu tả khoa học đầu tiên năm 1998.